# Beginish Island
Beginish Island (iriska: Beiginis) är en ö i republiken Irland. Den ligger i grevskapet Ciarraí och provinsen Munster, i den sydvästra delen av landet. Arean är 1,2 kvadratkilometer.
Terrängen på Beginish Island är platt. Öns högsta punkt är 47 meter över havet. Den sträcker sig 1,2 kilometer i nord-sydlig riktning, och 2,0 kilometer i öst-västlig riktning. Beginish Island består i huvudsak av gräsmarker.